# ZLS
ZLS (Zeer Lage Spanning) en ZLVS (Zeer Lage Veiligheids-Spanning) waren vóór de invoering van de Europese norm EN-50110-1 (Nederlandse norm NEN 3140) de Belgische voorschriften van het AREI voor elektrische spanningen.
Onder ZLS verstond men wisselspanning onder 50 volt en gelijkspanning onder 75 volt met rimpel, en 120 volt zonder rimpel.
Onder ZLVS verstond men een spanning die geen gevaar oplevert voor een gebruiker. Hierin had de spanning correlatie met de vochtigheid van de huid. De maximale spanningen bedroegen,
- Bij een volledig droge huid of enige transpiratie 25 volt wisselspanning, 36 volt gelijkspanning met rimpel en 60 volt gelijkspanning zonder rimpel.
- Bij een natte huid 12 volt wisselspanning, 18 volt gelijkspanning met rimpel of 30 volt gelijkspanning zonder rimpel.
- Bij in water ondergedompelde huid 6 volt wisselspanning, 12 volt gelijkspanning met rimpel of 20 volt gelijkspanning zonder rimpel.